# Naświetlarka

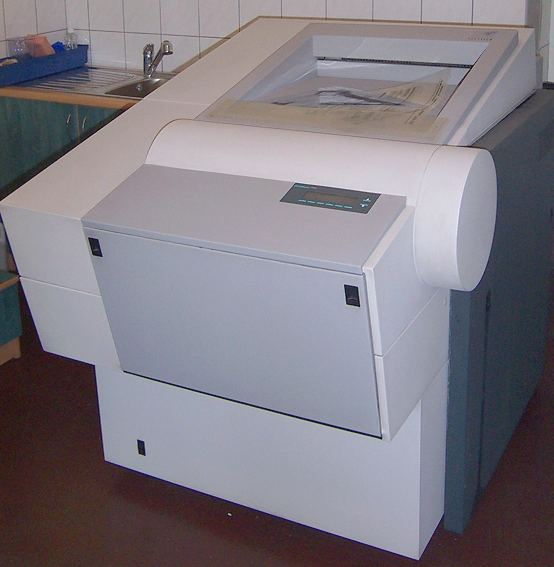
Naświetlarka bębnowa CtF w pomieszczeniu DTP

Naświetlarka, fotonaświetlarka – urządzenie wykorzystywane w poligrafii do nanoszenia metodą optyczną obrazu drukowego bezpośrednio na formę drukową lub na formę kopiową służącą później do wykonania formy drukowej.
Wyróżnia się kilka typów naświetlarek.
- W technologii CtF wykorzystuje się naświetlarki laserowe, służące do naświetlania klisz (czyli form kopiowych), które później będą wykorzystywane do naświetlania metodą stykową form drukowych w rozmaitych technikach druku. W zależności od docelowej techniki druku, obraz na kliszach może być naświetlany pozytywowo lub negatywowo, oraz prawo- lub lewoczytelnie (czyli w odbiciu lustrzanym).
- W technologii CtP wykorzystuje się naświetlarki praktycznie takie same jak w CtF, ale dostosowane do naświetlania bezpośrednio płaskich form drukowych w postaci tzw. blach. Metoda ta wykorzystywana jest do przygotowywania druku offsetowego.
- W technologii CtPress wykorzystywane są naświetlarki diodowe (LED) usytuowane bezpośrednio w każdym z zespołów drukujących na maszynie drukarskiej. Naświetlają one formy drukowe bezpośrednio w tym miejscu, z którego za chwilę będzie odbywał się druk.

W technologiach CtF i CtP spotykane są dwa rozwiązania naświetlarek:
- Naświetlarka bębnowa – w której klisza lub płyta offsetowa (ta druga zazwyczaj z cienkiej blachy aluminiowej) rozciągnięta jest na wycinku obwodu specjalnego bębna warstwą światłoczułą do wewnątrz, a przesuwający się powoli wzdłuż osi bębna (a jednocześnie szerokości kliszy) laser z wirującym zwierciadłem oświetla po obwodzie kolejne fragmenty bębna
- Naświetlarka liniowa (kapstanowa) – w której klisza jest ze stałą prędkością przesuwana przed nieruchomym laserem, którego światło za pomocą wirującego zwierciadła omiata kolejne poprzeczne fragmenty kliszy.

W obu powyższych rozwiązaniach, na kliszy lub płycie powstaje w wyniku naświetlenia obraz utajony, który trzeba następnie poddać obróbce chemicznej w celu wywołania i utrwalenia obrazu.
Konstrukcja naświetlarek bębnowych ma przewagę nad liniowymi ze względu na dokładność i powtarzalność naświetlanego rysunku, gdyż naświetlana powierzchnia nie porusza się. Skutkuje to m.in. tym, że poszczególne wyciągi barwne można w dowolny sposób rozkładać na arkuszu filmu bez obawy o późniejsze ich spasowanie. Wadą jest ograniczenie wielkości naświetlanego materiału do wielkości (szerokości i obwodu) bębna. W naświetlarkach liniowych zaś można naświetlać powierzchnie ograniczone szerokością filmu, za to długość jest teoretycznie ograniczona tylko długością filmu w rolce. Jednak ze względu na gorszą geometrię naświetlarek liniowych kolejne wyciągi barwne dla danego użytku muszą być naświetlane szeregowo (a więc nie można ich np. naświetlać parami na kliszy obok siebie), a ponadto rozwijanie filmu i jego późniejsze zwijane w kasecie odbiorczej dodatkowo pogarsza geometrię obrazu. Stąd w naświetlarkach liniowych cały wielokolorowy użytek musi być naświetlany na wspólnym kawałku filmu, a jeśli film skończy się przed ostatnim kolorem, to trzeba od początku naświetlać wszystkie kolory z nowej rolki. W naświetlarkach bębnowych tego rodzaju problemy w zasadzie nie powstają.
Prędkość naświetlarek liniowych jest zazwyczaj większa od naświetlarek bębnowych.
Naświetlarki do klisz są z reguły użytkowane bezpośrednio w studiach DTP lub w ogólnodostępnych punktach usługowych, natomiast naświetlarki do blach, choć są użytkowane w punktach usługowych współpracujących bezpośrednio z konkretnymi drukarniami, to jednak częściej spotykane są na miejscu w drukarniach pracując na potrzeby własne.
Natomiast konstrukcja, zastosowanie i reguły rządzące się naświetlarkami w technologii CtPress są zupełnie inne od dwu wymienionych wcześniej i trudno tu o jakieś porównania.